# Claudemir
Claudemir, właśc. Claudemir Domingues de Souza (ur. 27 marca 1988 w Macaúbas) – brazylijski piłkarz występujący na pozycji pomocnika. Od 2017 zawodnik klubu Al-Ahli.

## Kariera
Claudemir seniorską karierę rozpoczynał w 2007 roku w klubie São Carlos. Na początku 2008 roku odszedł do holenderskiego SBV Vitesse z Eredivisie. W tych rozgrywkach zadebiutował 17 lutego 2008 roku w przegranym 0:1 meczu z Feyenoordem. 15 marca 2008 roku w przegranym 3:4 pojedynku z FC Twente strzelił pierwszego gola w Eredivisie. W Vitesse spędził 2,5 roku. W tym czasie rozegrał tam 76 ligowych spotkań i zdobył 9 bramek.
Latem 2010 roku Claudemir podpisał kontrakt z duńskim zespołem FC København. W Superligaen pierwszy mecz zaliczył 24 lipca 2010 roku przeciwko Esbjergowi (2:1). 25 września 2010 roku w wygranym 3:0 pojedynku z FC Midtjylland zdobył pierwszego gola w Superligaen.
Zimą 2015 roku Claudemir został pozyskany przez Club Brugge, z którym parafował dwuipółletni kontrakt. Belgijski klub zapłacił za pomocnika 300 tys. euro. W 2017 przeszedł do Al-Ahli Dżudda.